# Macrocoeloma maccullochae
Macrocoeloma maccullochae is een krabbensoort uit de familie van de Majidae. De wetenschappelijke naam van de soort is voor het eerst geldig gepubliceerd in 1940 door Garth.